# Kościół Nawiedzenia Najświętszej Maryi Panny w Wojciechowie
Kościół Nawiedzenia Najświętszej Maryi Panny – rzymskokatolicki kościół filialny znajdujący się w miejscowości Wojciechów w gminie Wilków Namysłowski. Świątynia należy do Parafii św. Mikołaja w Wilkowie, w dekanacie Namysłów zachód, archidiecezji wrocławskiej.
29 maja 1964 roku, pod numerem 917/64 kościół został wpisany do rejestru zabytków województwa opolskiego.
Jest to budowla murowana, wybudowana w  gotyckim stylu. Zwieńczenie wieży to ośmioboczny hełm.

## Historia kościoła
Kościół w Wojciechowie został wzniesiony w XV wieku. Od XVI wieku do 1945 roku był w posiadaniu protestantów.
Do roku 1957 kościół był częścią parafii św. Józefa Oblubieńca NMP w Bierutowie.

## Wyposażenie

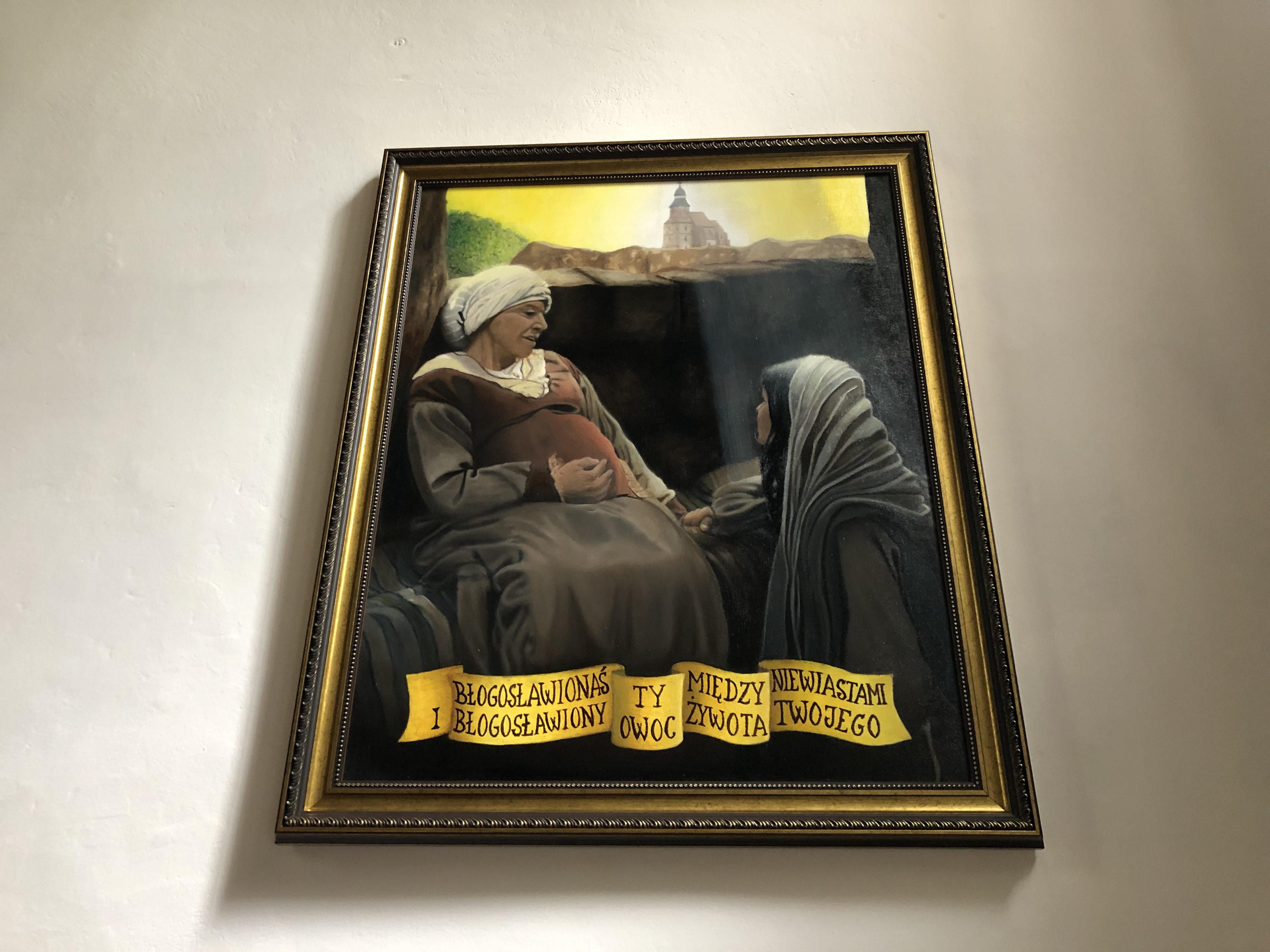

Prezentujący największą wartość artystyczną współczesny element wyposażenia kościoła to olejny obraz przedstawiający biblijną scenę Nawiedzenia NMP pełniący funkcję ołtarza bocznego. Dzięki staraniom poczynionym przez lokalną parafię, dedykowane tej świątyni dzieło namalował hiszpański artysta Alejandro Trapero Diez. Obraz odsłonięty został 14 sierpnia 2022r. przez ówczesnego prorektora Papieskiego Wydziału Teologicznego we Wrocławiu ks. dr. hab. Rajmunda Pietkiewicza, prof. PWT.

## Galeria

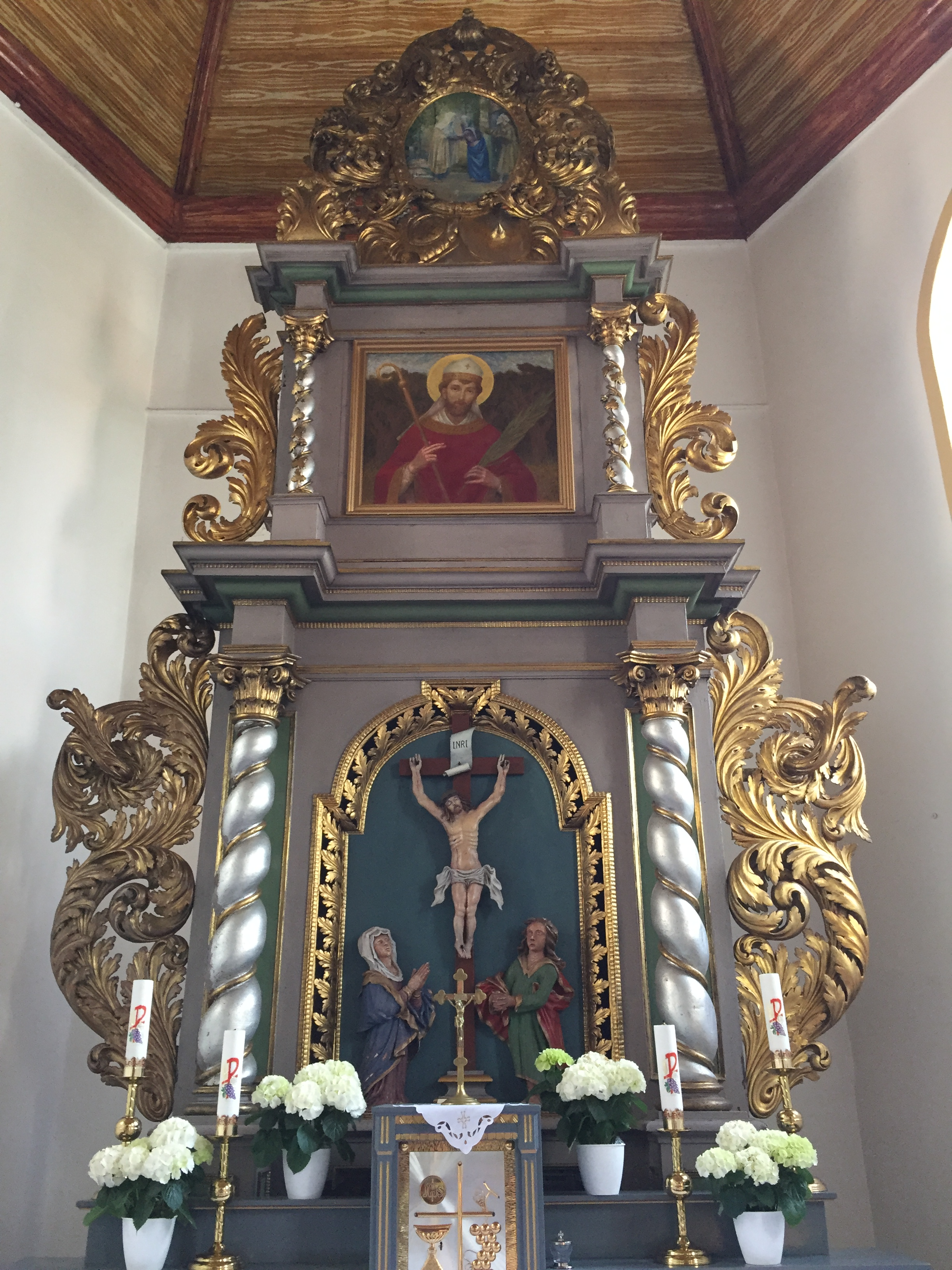
Ołtarz główny kościoła
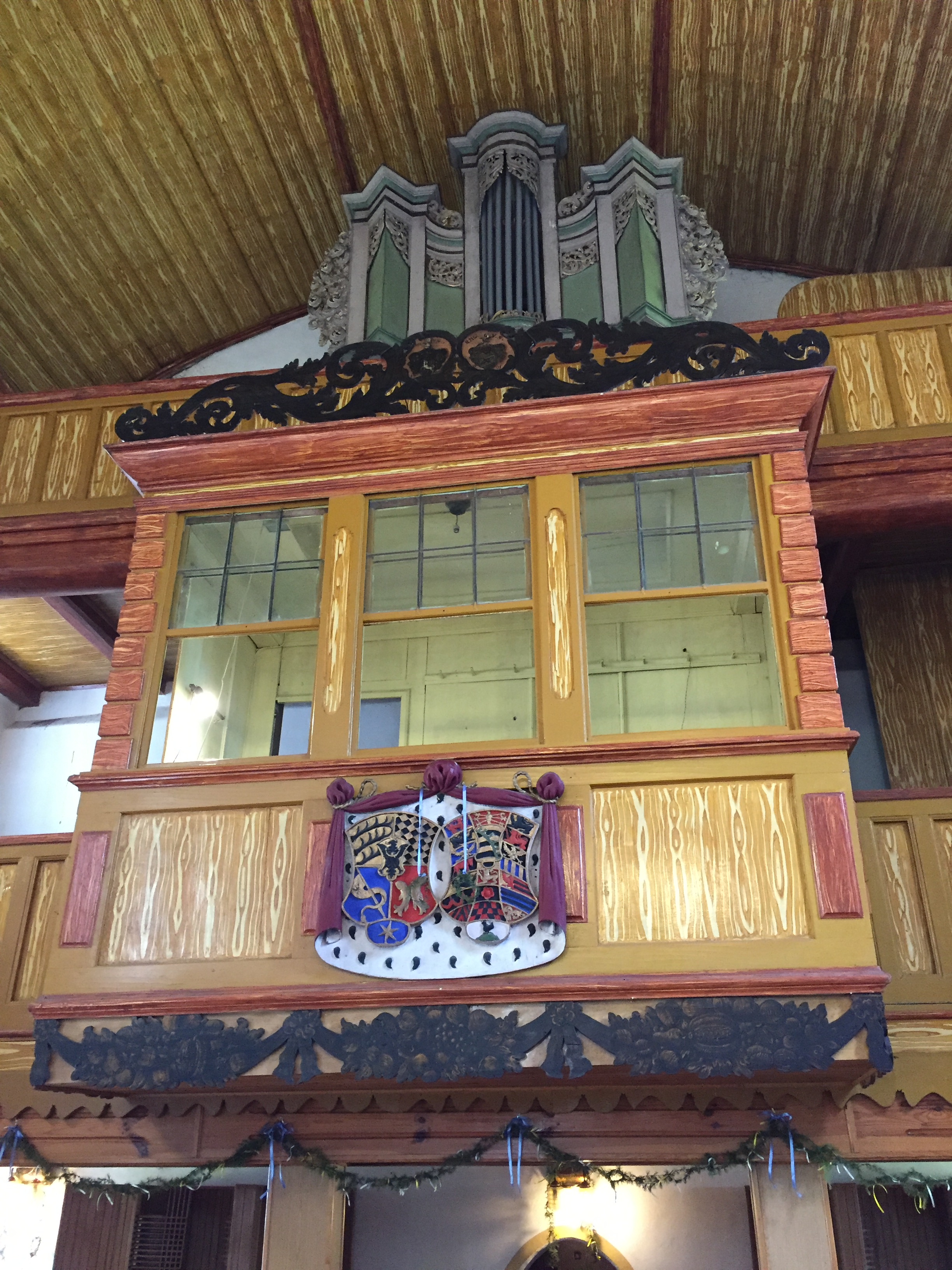
Loża kolatorska na pierwszej kondygnacji chóru oraz organy na drugiej kondygnacji
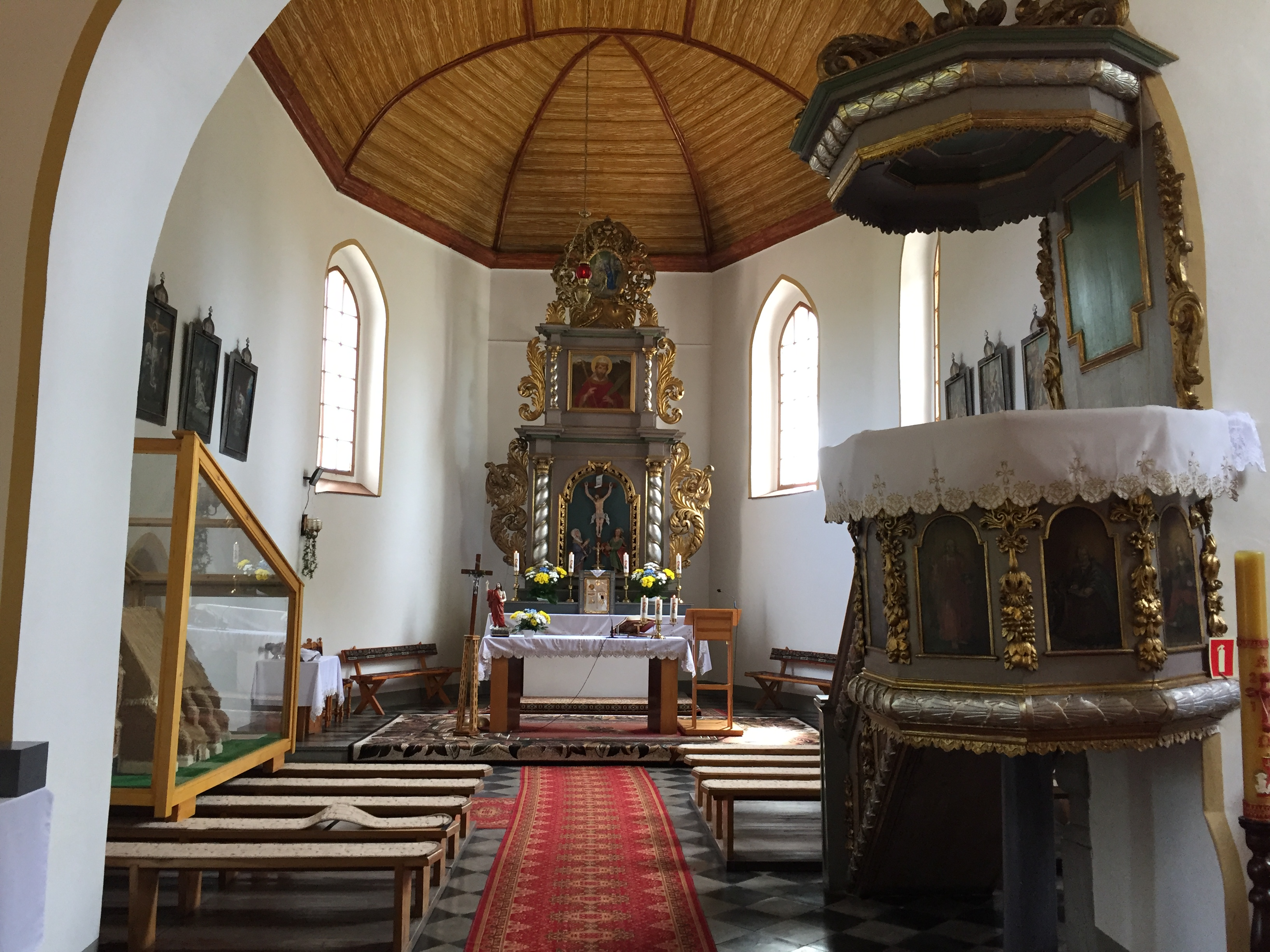
Widok ambony i ołtarza w prezbiterium